# Кунигунда Швабская
Кунигунда Швабская (около 878 — 7 февраля после 918) — член дома Ахалольфингов, маркграфиня Баварии до 907 года по первому браку с маркграфом Баварии Луитпольдом и королева Восточно-Франкского королевства в 913—918 годах по второму браку с Конрадом I, первым и единственным королём из династии Конрадинов.

## Жизнь
Кунигунда была дочерью швабского графа Бертхольда I. Возможно её матерью была Гизела, дочь короля Людовика Немецкого и его жены Эммы Баварской. Брат Кунигунды Эрхангер стал герцогом Швабским в 915 году.
О Кунигунде известно немного. Её первым мужем стал маркграф Баварии Луитпольд. Её сыновьями от него были Арнульф Злой и Бертольд, которые позже оба стали герцогами Баварии. Луитпольд был убит в битве при Прессбурге в 907 году, сражаясь против венгерских войск.
Согласно «Аламаннским анналам», в 913 году Кунигунда вышла замуж за короля Конрада I, который стремился укрепить связи с герцогством Бавария. Брак не оставил наследников мужского пола; предполагается, что в 913 году родились двое детей: Герман, который умер в младенчестве, и Кунигунда, на которой женился Вернер V Вормсский. Если это так, младшая Кунигунда была матерью Конрада Рыжего. Кунигунда Швабская была впервые упомянута как королева в июне 914 года; очевидно она не играла значительной политической роли, в то время как её сын Арнульф постоянно конфликтовал с королём. В 915 году она выбрала Лоршский монастырь местом своего упокоения.
Король Конрад умер в декабре 918 года после продолжительной болезни. Ему наследовал Генрих Птицелов.